# Гюроліт
Гюроліт (рос. гюролит; англ. hureaulite; нім. Hureaulith m) — мінерал, водний фосфат марганцю і заліза.

## Етимологія та історія
Гюроліт вперше був відкритий разом з гетерозитом в Лес-Гуару (Les Hureaux) поблизу міста Сен-Сильвестр у французькому відділенні Верхньої В'єни і описаний в 1825 році Франсуа Аллуо (1778—1866), який назвав мінерал за місцем першознахідки.

## Загальний опис
Хімічна формула: Mn5(H2O)4•(PO4)2•[PO3(OH)]2. За іншими даними формула така: (Mn, Fe2+)5•H2(PO4)4•4H2O. Частина Mn може заміщатися Fe2+. Сингонія моноклінна. Густина 3,18. Твердість 3-4. Колір оранжево-червоний, рожево-фіолетовий, рожевий. Зустрічається у пустотах в трифіліні або продуктах його зміни. Знайдений в асоціації з вівіанітом в пегматитовому кар'єрі Юро (Франція), в асоціації з файрфільдитом, дікінсонітом та редінгітом в Бренвішлі (шт. Коннектикут, США) та ін. Рідкісний.